# Txukahamãe
Txukahamãe (Xukahamães, Txucurramãe, Txukarramãe, Txukahamai, Mentuktire, Schukaramai, Metuktire), jedna od lokalnih skupina Kayapo Indijanaca s rijeke Xingu, Brazil, koji su nastali raspadom Gorotire Indijanaca između 1900. i 1910. čije je središte od 1880. bio veliki 'grad' Pukatôti (Pyka-tô-ti, lijepo selo ili veliko selo; s 1.000 stanovnika), što se nalazio 60 kilometara južno od Cachoeire da Fumaça. Druga grupa koja je tada nastala zove se danas Mekranoti. Txukarramãe danas žive na Mato Grossu.